# Ede South
Ede South è una delle trenta aree a governo locale (local government area) in cui è suddiviso lo stato di Osun, in Nigeria.
Estesa su una superficie di 219 chilometri quadrati, conta una popolazione di 76 035 abitanti.